# Кобер (Нью-Мексико)
Кобер (англ. Cobre) — переписна місцевість (CDP) в США, в окрузі Грант штату Нью-Мексико. Населення — 17 осіб (2020).

## Географія
Кобер розташований за координатами 32°46′50″ пн. ш. 108°6′38″ зх. д. / 32.78056° пн. ш. 108.11056° зх. д. (32.780418, -108.110631).  За даними Бюро перепису населення США в 2010 році переписна місцевість мала площу 0,17 км², уся площа — суходіл.

## Демографія
Згідно з переписом 2010 року, у переписній місцевості мешкало 39 осіб у 13 домогосподарствах у складі 8 родин. Густота населення становила 223 особи/км².  Було 13 помешкання (74/км²).
Расовий склад населення:
| - 94,9 % — білих - 2,6 % — корінних американців - 2,6 % — осіб інших рас |

До двох чи більше рас належало 0,0 %. Частка іспаномовних становила 94,9 % від усіх жителів.
За віковим діапазоном населення розподілялося таким чином: 35,9 % — особи молодші 18 років, 53,8 % — особи у віці 18—64 років, 10,3 % — особи у віці 65 років та старші. Медіана віку мешканця становила 31,5 року. На 100 осіб жіночої статі у переписній місцевості припадало 143,8 чоловіків;  на 100 жінок у віці від 18 років та старших — 127,3 чоловіків також старших 18 років.
Цивільне працевлаштоване населення становило 0 осіб. 